# Mar Contreras
Pour les articles homonymes, voir Contreras.
Mar Contreras (née Marisela Contreras Leyva le 8 février 1981 à Culiacán) est une actrice et chanteuse mexicaine.

## Filmographie

### Telenovela
- 2002 : Operacion : elle-même
- 2007 : Hoy No Me Puedo Levantar : Maria/Ana
- 2007 : Muchachitas como tú : Lorena
- 2007 - 2008 : Tormento en paraiso : Pénelope Montalban
- 2008 : High School Musical: El Desofio Mexico : Luli Casas Del Campo
- 2008 : Plantados : Claudi
- 2009 : Qué plan! :
- 2009 - 2010 : Mar de amor : Roselia
- 2010 - 2011 : Teresa : Lucia Alvarez Granados
- 2011 - 2012 : La que no podia amor : Vanesa Golvan
- 2012 : Se Vale : elle-même
- 2013 : Qué le dijiste a Dios : Marifer
- 2013 : Como dice el dicho : Carla
- 2014 : Hoy No Me Puedo : Malena
- 2015 : Lo imperdonable
- 2016 - 2017 : Vino el amor
- 2018 : Like : Isaura